# لمعات
لَمَعات یا لُمَعات اثری عرفانی از فخرالدین عراقی  است. لَمَعات جمع لَمْعه به معنی پرتو و بارقه است. عراقی، لمعات را هنگام مطالعهٔ فُصوص‌الحِکَم ابن عربی نزد صدرالدین قونوی نوشت و به تقلید از فصوص که ۲۸ فَص داشت، لمعات را در ۲۸ لمعه تنظیم کرد. سبک نگارش لمعات موجز، ساده، فصیح، مسجع و همانند گلستان سعدی، آمیخته به اشعار فارسی و عربی و آیات و احادیث است. موضوعش در بیان مراتب عشق و متأثر از سوانح احمد غزالی است. سعید نفیسی در سال ۱۳۳۵ و محمد خواجوی در سال ۱۳۶۳ آن را تصحیح و منتشر کرده‌اند.
نمونه‌ای از اشعار موجود در لمعات:
| حسنت به ازل نظر چو در کارم کرد |  | بنمود جمال و عاشق زارم کرد    |
| من خفته بدم به ناز در کتم عدم  |  | عشق تو به دست خویش هشیارم کرد |